# Karolína Maňasová
Karolína Maňasová (Nový Jičín, 26 novembre 2003) è una velocista ceca.

## Record nazionali
Senior
- 60 m piani indoor: 7"10 ( Apeldoorn, 9 marzo 2025)

## Progressione

### 60 metri piani
| Stagione | Misura  | Luogo     | Data      | Rank. Mond. |
| -------- | ------- | --------- | --------- | ----------- |
| 2025     | 7"10(i) | Apeldoorn | 9-3-2025  |             |
| 2024     | 7"15(i) | Ostrava   | 17-2-2024 |             |
| 2023     | 7"32(i) | Ostrava   | 4-2-2023  |             |
| 2022     | 7"50(i) | Ostrava   | 8-1-2022  |             |
| 2021     | 7"67(i) | Ostrava   | 6-3-2021  |             |
| 2020     | 7"67(i) | Ostrava   | 1-2-2020  |             |
| 2019     | 7"90(i) | Ostrava   | 20-8-2019 |             |

### 100 metri piani
| Stagione | Misura | Luogo   | Data      | Rank. Mond. |
| -------- | ------ | ------- | --------- | ----------- |
| 2024     | 11"17  | Roma    | 9-6-2024  |             |
| 2023     | 11"26  | Graz    | 16-6-2023 |             |
| 2022     |        | Praga   | 25-9-2022 |             |
| 2021     | 12"00  | Praga   | 25-9-2021 |             |
| 2020     | 12"02  | Ostrava | 5-9-2020  |             |
| 2019     | 12"19  | Šumperk | 22-6-2019 |             |
| 2018     | 12"48  | Ostrava | 15-9-2018 |             |

## Palmarès
| Anno | Manifestazione  | Sede      | Evento      | Risultato  | Prestazione | Note                                   |
| ---- | --------------- | --------- | ----------- | ---------- | ----------- | -------------------------------------- |
| 2023 | Europei U23     | Espoo     | 100 m piani | Semifinale | 11"53       |                                        |
| 2024 | Mondiali indoor | Glasgow   | 60 m piani  | Batteria   | 7"27        | [ 1 ]                                  |
| 2024 | Europei         | Roma      | 100 m piani | Semifinale | 11"17       | Miglior prestazione nazionale under 23 |
| 2024 | Giochi olimpici | Parigi    | 100 m piani | Semifinale | 11"35       |                                        |
| 2025 | Europei indoor  | Apeldoorn | 60 m piani  | 8ª         | 7"14        | [ 2 ] [ 3 ]                            |
| 2025 | Europei U23     | Bergen    | 100 m piani | Oro        | 11"30       |                                        |

## Campionati nazionali
- 2 volte campionessa nazionale ceca indoor dei 60 metri piani (2023, 2024)
- 1 volta campionessa nazionale ceca dei 100 metri piani (2024)

2022
- 4ª ai campionati cechi indoor (Ostrava), 60 m piani - 7"50

2023
- Oro ai campionati cechi indoor (Ostrava), 60 m piani - 7"36
- Argento ai campionati cechi (Tábor), 100 m piani - 11"65

2024
- Oro ai campionati cechi indoor (Ostrava), 60 m piani - 7"15
- Oro ai campionati cechi (Zlín), 100 m piani - 11"24

## Altre competizioni internazionali
2023
- 10ª ai Campionati europei a squadre, ( Chorzów), 100 m piani - 11"44
- 10ª ai Campionati europei a squadre, ( Chorzów), staffetta 4x100 m piani - 44"29